# Ricardinho (cầu thủ futsal, sinh 1985)
Ricardo Filipe da Silva Braga ComIH ComM (sinh ngày 3 tháng 9 năm 1985), được biết đến với cái tên Ricardinho, là một cầu thủ futsal chuyên nghiệp người Bồ Đào Nha đang chơi cho câu lạc bộ Pendekar United của Indonesia. Anh được nhiều người đánh giá là cầu thủ futsal hay nhất mọi thời đại, giành được nhiều danh hiệu và giải thưởng ở cả cấp độ câu lạc bộ và quốc gia, chẳng hạn như UEFA Futsal Champions League, UEFA European Futsal Championship, FIFA Futsal World Cup, giải thưởng Cầu thủ xuất sắc nhất thế giới và nhiều danh hiệu khác. Anh chơi chủ yếu ở vị trí tiền vệ cánh (flank)/chạy cánh, và thường mang số 10 mang tính biểu tượng của mình.
Với biệt danh O Mágico (Nhà ảo thuật), anh được Futsal Planet bình chọn là Cầu thủ xuất sắc nhất thế giới với số lần vinh danh kỷ lục 6 lần vào các năm 2010, 2014, 2015, 2016, 2017 và 2018. Ricardinho là cầu thủ duy nhất đã hơn bốn lần giành được giải thưởng này, và cũng là cầu thủ Bồ Đào Nha duy nhất nhận được giải thưởng này. Năm 2020, anh được xếp một vị trí trong Giải thưởng Đội hình xuất sắc nhất năm của FutsalFeed, vào lần đầu tiên giải thưởng này được thành lập. 
Ở cấp độ câu lạc bộ quốc tế, Ricardinho đã 3 lần vô địch UEFA Futsal Cup, nay được gọi là UEFA Futsal Champions League, vào các năm 2009–10 với Benfica và các năm 2016–17 và 2017–18 với Inter FS. Khi còn là một thiếu niên, anh ấy đã chơi và thua trong trận chung kết 2003–04, cho Benfica, trước Boomerang Interviú. Anh cũng để thua một trận chung kết khác, khi ở Inter FS, vào năm 2015–16, trước Gazprom-Ugra. Trong các giải đấu cấp độ châu lục cùng đội tuyển quốc gia, Ricardinho đã giành chức vô địch UEFA Futsal Euro 2018, trong đó anh ấy đã hoàn thành với tư cách Vua phá lưới và nhận giải Cầu thủ xuất sắc nhất. Anh ấy đã được vinh danh là Cầu thủ xuất sắc nhất trong giải năm 2007 và là Vua phá lưới trong giải năm 2016. Ricardinho hiện là vua phá lưới mọi thời đại của giải đấu này. 
Vào năm 2021, ngay sau trận đấu cuối cùng tại FIFA Futsal World Cup, Ricardinho được trao Quả bóng vàng cho cầu thủ xuất sắc nhất giải đấu, thêm một thành tích cá nhân khác cùng giải thưởng Chiếc giày vàng World Cup dành cho vua phá lưới mà anh ấy đã được trao giải với giải đấu trước đó vào năm 2016. Sự khác biệt này gắn liền với những đóng góp của anh ấy giúp Bồ Đào Nha vô địch World Cup 2021. Ricardinho, với vai trò đội trưởng đội tuyển quốc gia Bồ Đào Nha, đã dẫn dắt đồng đội giành được hai danh hiệu quốc tế liên tiếp đầu tiên của họ vào cuối những năm 2010 và đầu những năm 2020, các danh hiệu lớn đầu tiên của quốc gia này: UEFA Futsal Euro 2018 và FIFA Futsal World Cup 2021.
Ricardinho được ca ngợi bởi chất lượng và tốc độ phòng ngự của anh ấy, điều rất hiếm gặp đối với một cầu thủ có sức mạnh tấn công đáng kể như vậy, khiến anh ấy rất toàn diện. Đối với tất cả những thành tích và màn trình diễn chất lượng của mình, anh ấy đã được một số chuyên gia đánh giá là cầu thủ futsal vĩ đại nhất mọi thời đại.     

## Danh hiệu
Benfica
- Liga Portuguesa : 2004–05, 2006–07, 2007–08, 2008–09, 2011–12
- Taça de Portugal : 2004–05, 2006–07, 2008–09, 2011–12
- Supertaça de Portugal : 2006, 2007, 2009
- Cúp UEFA Futsal : 2009–10

Nagoya Oceans
- F. League : 2010–11, 2012–13
- F. League Ocean Cup: 2010, 2012

Inter Movistar
- Primera División : 2013–14, 2014–15, 2015–16, 2016–17, 2017–18, 2019–20
- Copa de España : 2014, 2016, 2017
- Copa del Rey : 2014–15
- Supercopa de España : 2015, 2017, 2018
- UEFA Futsal Cup : 2016–17, 2017–18

ACCS Asnières Villeneuve 92
- Championnat de France de Futsal : 2020–21 [19]
- Championnat de France de Futsal Division 2 : 2021–22

Bồ Đào Nha
- Futsal Mundialito : 2007
- Giải vô địch Futsal UEFA : 2018
- FIFA Futsal World Cup : 2021

Danh hiệu cá nhân
- Cầu thủ xuất sắc nhất thế giới : 2010, 2014, 2015, 2016, 2017, 2018
- Cầu thủ xuất sắc nhất Liga Portuguesa : 2006–07
- Vua phá lưới Liga Portuguesa : 2006–07 (49 bàn)
- Cầu thủ trẻ xuất sắc nhất Liga Portuguesa : 2002–03
- Cầu thủ xuất sắc nhất giải F. League : 2010–11
- Cầu thủ xuất sắc nhất giải Futsal Primera División : 2013–14, 2014–15 [20]
- Cầu thủ xuất sắc nhất Copa de España : 2014
- Cầu thủ xuất sắc nhất giải vô địch Futsal UEFA : 2007, 2018
- Vua phá lưới UEFA Futsal Championship : 2016 (6 bàn, chia sẻ), 2018 (7 bàn)
- Cầu thủ xuất sắc nhất FIFA Futsal World Cup : 2021
- Chiếc giày Vàng FIFA Futsal World Cup : 2016
- Quả bóng Đồng FIFA Futsal World Cup : 2012
- Đội hình hậu vệ xuất sắc nhất năm - Cầu thủ chạy cánh: 2020

Tước vị
- Chỉ huy của Huân chương Hoàng tử Henrique[21]
- Chỉ huy của Huân chương Danh dự[22]